# N. S. Manju
N. S. Manju (Nanjangud Shivananju Manju; * 9. Mai 1987 in Nanjangud, Karnataka) ist ein indischer Fußballspieler. Er steht seit 2007 bei Mohun Bagan AC in der I-League, der höchsten indischen Spielklasse, unter Vertrag.

## Karriere
Manju begann seine Karriere im Jahr 2003 in der I-League Second Division bei Hindustan Aeronautics Limited SC, für dessen Mannschaft der Abwehrspieler bis 2004 unter Vertrag stand, danach wechselte er für drei Jahre zu Mahindra United in die höchste indische Spielklasse. In der Spielzeit 2005/06 wurde er mit Mahindra indischer Meister. Im Jahr 2007 transferierte er zum Ligakonkurrenten Mohun Bagan AC, für dessen Team er seither aufläuft.
2009 bekam er den FPAI Awards als bester Spieler Indiens, zusammen mit Sunil Chhetri und Anthony Pereira.

## Nationalmannschaft
Seit 2005 steht Manju im Kader der indischen Fußballnationalmannschaft seit der Tour der Nationalmannschaft in Pakistan. Er gewann mit seinem Nationalteam den Nehru Cup 2007. Nach einer Verletzung an der Achillessehne im South-Asian-Football-Federation-Cup konnte er nicht am AFC Challenge Cup 2008 teilnehmen, den Indien für sich entschied und sich somit für die Fußball-Asienmeisterschaft 2011 qualifizierte. Er nahm auch 2009 am Trainingscamp für den Nehru Cup 2009 in Barcelona teil, aber sofort im ersten Spiel gegen Libanon verletzte er sich schwer und musste dadurch auf den restlichen Teil des Nehru Cups 2009, auf das IFA Shield, den Durand Cup und auch den Federations Cup verzichten.
Bisher bestritt er 21 Länderspiele und schoss dabei zwei Tore.